# Фьоде
Фьо̀де (на норвежки: Førde, на норвежки се произнася ['føʁde] и ['føɖe]) е град и община в северозападната част на южна Норвегия. Разположен е в края на фиорда Сунфьор на Северно море във фюлке Согн ог Фьоране. Намира се на около 300 km на северозапад от столицата Осло. Получава статут на град през 1997 г. Има малко пристанище и летище. Известен е със своя ежегоден летен фолклорен фестивал. Население 11 742 жители според данни от преброяването към 1 юли 2008 г.